# Perilampsis woodi
Perilampsis woodi är en tvåvingeart som först beskrevs av Mario Bezzi 1924.  Perilampsis woodi ingår i släktet Perilampsis och familjen borrflugor. Inga underarter finns listade i Catalogue of Life.